# Джон Рендольф Вінклер

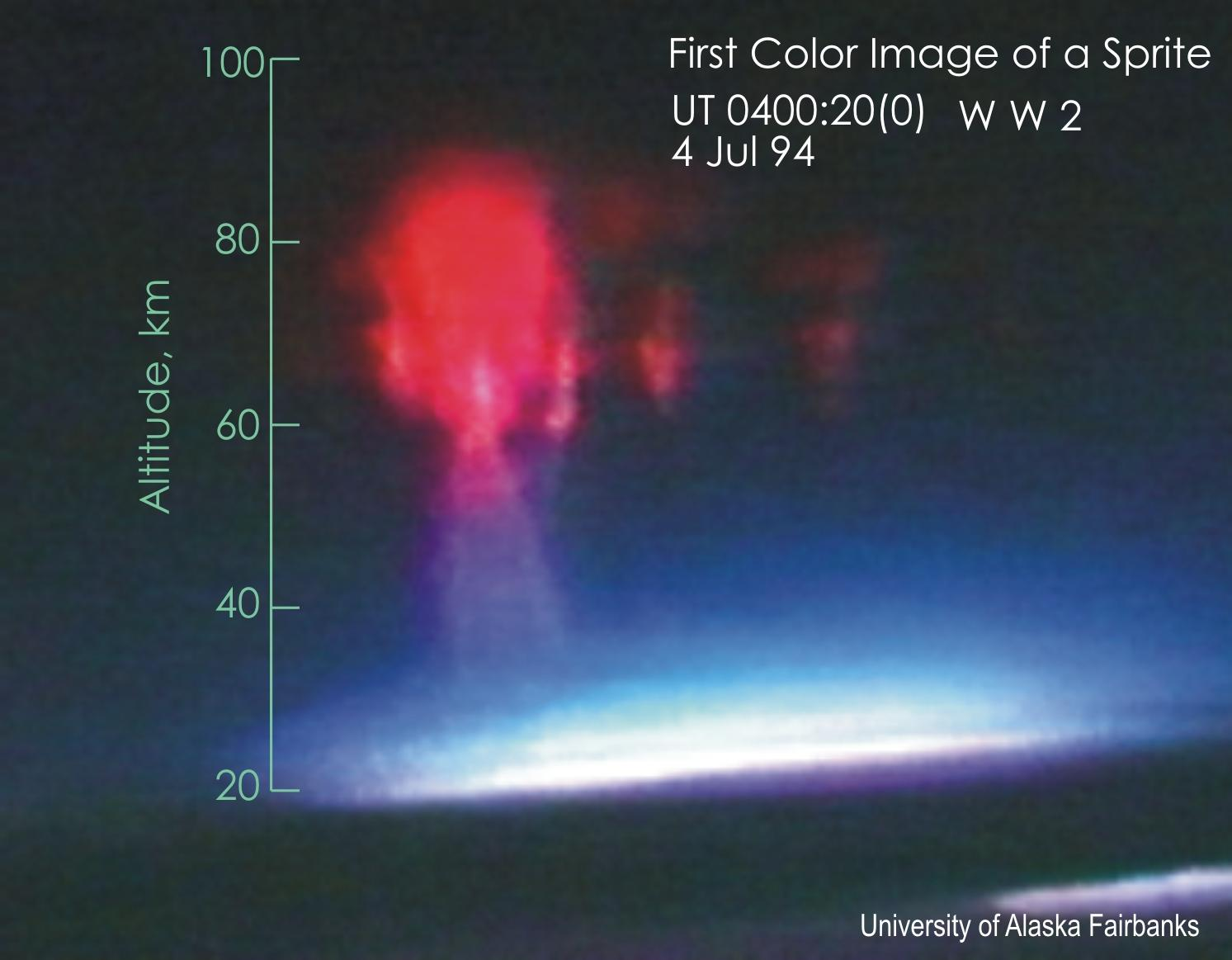
Перше кольорове зображення спрайту, зроблене з літака.

Джон Рендольф Вінклер (27 жовтня 1916 — 6 лютого 2001) — американський фізик-експериментатор, відомий своїм відкриттям спрайтів у 1989 році та іншими відкриттями в галузі фізики Сонця, магнітосфери, полярних сяйв та фізики атмосфери. Був радником НАСА і членом Національної академії наук США.

## Біографія
Народився 27 жовтня 1916 в місті Норт-Плейнфілд, штат Нью-Джерсі, США. 1942 року здобув диплом бакалавра Ратґерського університету. 1946 здобув ступінь доктора філософії від Принстонського університету.
З 1946 року працює у Прінстонському університеті. В 1949—1986 викладає в Університеті Міннесоти — спочатку професором-асистентом, а потім повним професором фізики. З 1986 і до кінця життя був професором-емеритом Університету Міннесоти.

## Нагороди та відзнаки
- 1953 — член Американського фізичного товариства[19]
- 1962 — Нагорода за космічні науки, Американський інститут авіації та астронавтики[16]
- 1965—1966 — Грант Ґуґґенхайма, Франція[16]
- 1972 — почесний доктор Університету Поля Сабат'є, Тулуза, Франція[16]
- 1978 — Медаль Арктовського, Національна академія наук США[16]
- 1985 — медаль Радянського геофізичного комітету «Міжнародний геофізичний рік»[16]
- 1991 — медаль НАСА за виняткові наукові досягнення[16]
- 1996 — член Національної академії наук США[16][18]